# Jeff Paris
Jeffrey Bruce Paris (1944) é um matemático britânico.